# Bitka pri Hobkirk's Hillu
Bitka pri Hobkirk's Hillu ali tudi druga bitka pri Camdenu je bila bitka 25. aprila leta 1781 v južnih ZDA. Manjšo ameriško enoto pod poveljstvom Nathanaela Greena, ki je zasedla Hobkirk's Hill, severno od Camdena, so napadle britanske čete pod vodstvom Francisa Rawdona-Hastingsa, 1. markiza Hastingsa. Po hudem spopadu se je Greene umaknil, Rawdonova manjša enota pa je zavzela hrib.
Kljub zmagi se je Rawdon kmalu umaknil v Camden in dva tedna pozneje ugotovil, da je moral zapustiti Camden in se umakniti proti Charlestonu v Južni Karolini. Bitka je bila ena od štirih spopadov, v katerih je bil Greene poražen, čeprav je bila njegova splošna strategija uspešna in je Britance prikrajšala za vso Južno Karolino razen Charlestona. Oznaka bojišča se nahaja na ulicah Broad Street in Greene Street 2 mi (3,2 km) severno od središča sodobnega Camdena.

## Ozadje
Potem, ko je marca 1781 v bitki pri Guilford Court Houseu drago zmagal proti vojski generalmajorja Nathanaela Greena, se je generalpodpolkovnik Lord Charles Cornwallis ustavil, da bi si njegovi utrujeni možje odpočili. Čeprav je sprva želel zasledovati umikajoče se Američane, mu oskrbovalne razmere niso dopuščale nadaljnjih vojaških operacij v regiji. Zato se je Cornwallis odločil, da se bo premaknil proti obali z namenom, da doseže Wilmington, NC. Tam bi se njegovi možje lahko ponovno oskrbeli po morju. Ko je izvedel za Cornwallisova dejanja, je Greene previdno sledil Britancem proti vzhodu do 8. aprila. Nato se je obrnil proti jugu in prodrl v Južno Karolino z namenom, da napade britanske postojanke v notranjosti in ponovno pridobi območje za ameriško stvar. Cornwallis, oviran zaradi pomanjkanja hrane, je Američane pustil in zaupal, da se bo Lord Francis Rawdon, ki je poveljeval okoli 8.000 možem v Južni Karolini in Georgiji, lahko spopadel z grožnjo.
Čeprav je Rawdon vodil veliko silo, je večino te sestavljale lojalistične enote, ki so bile razpršene po notranjosti v majhnih garnizonih. Največja od teh sil je štela 900 mož in je bila nameščena v njegovem štabu v Camdenu, SC. Ko je prečkal mejo, je Greene odposlal podpolkovnika Henryja "Light Horse Harryja" Leeja z ukazom, naj se združi z brigadnim generalom Francisom Marionom za skupni napad na Fort Watson. Ta združena sila je 23. aprila uspešno zavzela postojanko. Medtem ko sta Lee in Marion izvajala svojo operacijo, je Greene poskušal udariti v srce britanske postojanke z napadom na Camden. Hitro se je premikal, upal je, da bo garnizon presenetil. Ko je 20. aprila prispel blizu Camdena, je Greene razočarano ugotovil, da so Rawdonovi možje v pripravljenosti in da so obrambe mesta popolnoma zasedene.

## Greenov položaj
Ker ni imel dovolj mož za obleganje Camdena, se je Greene umaknil na kratko razdaljo proti severu in zasedel močan položaj na Hobkirkovem hribu, približno 3 mi (4,8 km) južno od bojišča pri Camdenu, kjer je bil prejšnje leto poražen generalmajor Horatio Gates. Greene je upal, da bo lahko Rawdona zvabil iz obrambe Camdena in ga premagal v odprti bitki. Medtem ko se je Greene pripravljal, je poslal polkovnika Edwarda Carringtona z večino vojaškega topništva, da prestreže britansko kolono, ki naj bi se premikala, da bi okrepila Rawdona. Ko sovražnik ni prispel, je Carrington 24. aprila prejel ukaz, naj se vrne na Hobkirkov hrib. Naslednje jutro je ameriški dezerter napačno obvestil Rawdona, da Greene nima topništva.

## Rawdon napade
V odgovor na te informacije in zaskrbljen, da bi Marion in Lee lahko okrepila Greenea, je Rawdon začel načrtovati napad na ameriško vojsko. Britanske čete so se, da bi presenetile, izognile zahodnemu bregu močvirja Little Pine Tree Creek in se premikale skozi gozdnat teren, da bi se izognile odkritju. Okoli 10.00 so se britanske sile srečale z ameriško predstražo. Ameriške predstraže, ki jih je vodil stotnik Robert Kirkwood, so nudile močan odpor in Greeneu omogočile čas, da se pripravi na bitko. Greene je razporedil svoje možje, da bi se soočili z grožnjo, in postavil 2. virginijski polk podpolkovnika Richarda Campbella in 1. virginijski polk podpolkovnika Samuela Hawesa na desno ameriško krilo, medtem ko sta 1. marylandski polk polkovnika Johna Gunbyja in 2. marylandski polk podpolkovnika Benjamina Forda tvorila levo krilo. Ko so se te sile postavile na položaj, je Greene zadržal milico v rezervi in podpolkovniku Williamu Washingtonu naročil, naj s svojim poveljstvom 80 dragoncev obide britansko desno krilo in napade njihov zadnji del.

## Ameriško levo krilo se sesuje
Rawdon se je premikal naprej po ozki fronti, preplavil predstraže in prisilil Kirkwoodove možje k umiku. Ko je Greene videl naravo britanskega napada, je poskušal s svojo večjo silo prekriti Rawdonova krila. Da bi to dosegel,2. virginijski in 2. marylandski polk je usmeril, da se obrneta navznoter in napadeta britanske boke, medtem ko je 1. virginijskemu in 1. marylandskemu polku ukazal napredovanje. Rawdon se je odzval na Greenove ukaze in iz svoje rezerve pripeljal irske prostovoljce, da bi razširil svoje linije. Ko sta se strani približali, je kapitan William Beatty, poveljnik skrajno desne čete 1. marylandskega polka, padel mrtev. Njegova izguba je povzročila zmedo v vrstah in fronta polka se je začela lomiti. Namesto da bi nadaljeval, je Gunby ustavil polk z namenom preoblikovanja linije. Ta odločitev je izpostavila boke 2. marylandskega in 1. virginijskega polka.
Da bi se razmere na ameriški levici še poslabšale, je Ford kmalu padel smrtno ranjen. Ko je Rawdon videl marylandske čete v neredu, je nadaljeval z napadom in razbil 1. marylandski polk. Pod pritiskom in brez poveljnika je 2. marylandski polk izstrelil strel ali dva in se začel umikati. Na ameriški desnici so se Campbellovi možje začeli razpadati, tako da so Hawesove čete ostale edini nedotaknjen ameriški polk na polju. Ko je Greene videl, da je bitka izgubljena, je preostalim možem ukazal umik proti severu in Hawesu ukazal, naj pokrije umik. Washingtonovi dragonci so se približali sovražniku, ko se je boj končeval. Ko so se pridružili bitki, so njegovi konjeniki za kratek čas zajeli okoli 200 Rawdonovih mož, preden so pomagali pri evakuaciji ameriškega topništva.

## Posledice
Greene je zapustil polje in svoje možje premaknil proti severu na staro bojno polje Camden, medtem ko se je Rawdon odločil umakniti v svojo garnizijo. Grenak poraz za Greena, saj je izzval bitko in bil prepričan v zmago, je za kratek čas razmišljal o opustitvi svoje kampanje v Južni Karolini. V bojih pri bitki pri Hobkirkovem hribu je Green izgubil 19 mrtvih, 113 ranjenih, 89 ujetih in 50 pogrešanih, medtem ko je Rawdon utrpel 39 mrtvih, 210 ranjenih in 12 pogrešanih. V naslednjih nekaj tednih sta oba poveljnika ponovno ocenila strateško situacijo. Medtem ko se je Greene odločil vztrajati pri svojih operacijah, je Rawdon ugotovil, da so številne njegove postojanke, vključno s Camdenom, postale nevzdržne. Posledično je začel sistematičen umik iz notranjosti, kar je povzročilo, da so se britanske čete do avgusta zbrale v Charlestonu in Savannah. Naslednji mesec se je Greene boril v bitki pri Eutaw Springsu, ki se je izkazala za zadnji večji spopad v konfliktu na jugu.